# Epirrhoe radiata-effusa
Epirrhoe radiata-effusa là một loài bướm đêm trong họ Geometridae.